# 大洞院 (中津川市)
大洞院（だいとういん）は、岐阜県中津川市蛭川にある、本尊を釈迦牟尼如来とする曹洞宗の寺院。山号は天佑山。恵那三十三観音霊場三十一番。札所の本尊は楊柳観音菩薩。本堂の傍らに天佑稲荷尊天を祀る社がある。

## 歴史
昭和33年（1958年）に恵那市の高安寺の僧侶の各務英哉が恵那峡を望む蛭川村の若山の山腹に寺院の建立を志し、蛭川村の村有地を得て堂宇を整えることとしたのが始まりである。
各務英哉は、昭和29年(1954年)、愛知県知多郡東浦町の乾坤院にて修行中に病のために盲目となり、
高安寺に戻り、独自に修行中の昭和33年(1958年)6月21日に、大洞の稲荷を参拝した帰りに白狐に出遭って「人々のために霊場を開いて祈祷三昧せよ」との霊感を受けた。
そこで、その年の10月に小さな堂を建てて、天佑稲荷尊天を祀り三つの願をかけた。
一つは天佑稲荷尊天を祀る大霊場を開顕すること。二つは(幸福の鐘・夕日に祈る鐘・三界萬霊を供養する鐘)三個の梵鐘を鋳造すること。そして本堂を建立することであった。
そして昭和38年(1963年)、「木曽川北岸の紅岩のあたりに大霊場を開け」というお告げを受けて、全くの無人地帯であった現在地に、天佑稲荷尊天根本霊場を開創した。
その後、梵鐘の願いも叶い、昭和55年(1980年)、悲願であった本堂の建立も成り、高安寺八世で先師の天外祖英(木村祖英)を開山として、天佑山　大洞院を開創した。

## 境内
天佑稲荷尊天根本霊場、鐘楼、楊柳観音菩薩を祀る堂、月光菩薩像、大洞岩という霊石があり、毎月満月の夜の満月まいりでは三界万霊、祖先、水子の供養が行われ、願掛けをすると願いが叶うとされる。そのほかに、8月第一日曜日には護摩木を焚く恵那の火祭りが行われる天洞岩がある。